# 중립의원
중립의원(中立議員) 또는 크로스벤처(영어: crossbencher)는 영국 상원이나 그 영향을 받은 일부 국가의 입법부에서, 독립적인 무소속 의원이나 여야 주류에 속하지 않는 소수정당에 소속된 의원을 가리키는 말이다. 이 표현은, 해당 의원들이 여당과 야당의 의석 사이를 가로질러 놓인 크로스벤치(crossbenches)에 앉는 데서 유래되며, 현재도 의회 내에서 크로스벤치가 별도로 존재하여 해당 의석에 앉은 의원을 크로스벤처라고 부른다.

## 같이 보기
- 일대귀족
- 백벤처